# Trestoncideres
Trestoncideres är ett släkte av skalbaggar. Trestoncideres ingår i familjen långhorningar.
Kladogram enligt Catalogue of Life:
| Trestoncideres | \| \| Trestoncideres albiventris \| \| \| \| \| \| Trestoncideres laterialba \| \| \| \| |
|                | \| \| Trestoncideres albiventris \| \| \| \| \| \| Trestoncideres laterialba \| \| \| \| |
|                | Trestoncideres albiventris                                                               |
|                |                                                                                          |
|                | Trestoncideres laterialba                                                                |
|                |                                                                                          |